# Kongeå
De Kongeå of Königsau ("Koningsrivier") is een rivier in Jutland in Zuid-Denemarken. De rivier vormt de grens tussen het noordelijke deel van Jutland en het zuidelijk deel, dat oorspronkelijk het hertogdom Sleeswijk was. De rivier vormt ook de noordelijke taalgrens voor het Zuidjutlandse dialect.
De Kongeå heeft een lengte van ca. 50 kilometer. De rivier ontspringt ten zuiden van Vamdrup en mondt uit in de Waddenzee bij sluizen ten noorden van Ribe.
In de middeleeuwen werd de rivier Skodborg Å genoemd, naar het koninklijke kasteel Skodborghus dat bij een overwaadbare plaats nabij Vejen lag. De rivier fungeerde als grens tussen Denemarken en Duitsland van 1864 tot 1920, toen noordelijk Sleeswijk bij Denemarken werd gevoegd.
De rivier wordt genoemd in de Heimskringla, een verzameling Scandinavische saga's, in een beschrijving van een overwinning door koning Magnus I tegen een groep Slaven, die Denemarken waren binnengevallen als vergelding voor een aanval door Vikingen.
- Gemeinsame Normdatei: 4757918-3
- Virtual International Authority File: 237470130